# ARZV Panta Rhei
De Adelborsten Roei- en Zeilvereniging "Panta Rhei" is een Roei- en Zeilvereniging gevestigd in Den Helder. Iedere adelborst is bij zijn of haar aanstelling automatisch lid van de vereniging en kan gebruikmaken van de faciliteiten. De ARZV beschikt over een sociëteit, gelegen aan Het Nieuwe Diep in Den Helder. Ook beschikt zij over een vloot van verschillende zeiljachten, roeisloepen en een vloot gladde boten. Er worden regelmatig wedstrijden gevaren.

## Geschiedenis
De vereniging is als Adelborsten Roei- en Zeilvereniging opgericht in 1904 ter bevordering van de nautische vaardigheden van aspirant-marineofficieren (adelborsten). In 1976 werd de naam veranderd naar Panta Rhei. Het 90-jarige bestaan werd in 1994 gevierd met een regatta op het Marsdiep. Dit werd tien jaar later, bij het 100-jarige bestaan nog eens herhaald. In 2018 werd er nieuw leven in de roeivereniging geblazen.
Aegir (Groningen) · Agon (Almere) · Amphitrite (Haarlem) · Argo (Wageningen) · Asopos de Vliet (Leiden) · Boreas (Zwolle) · Dudok van Heel (Breda) · Euros (Enschede) · Gyas (Groningen) · Laga (Delft) · Nereus (Amsterdam) · Njord (Leiden) · Odin (Middelburg) · Okeanos (Amsterdam) · Orca (Utrecht) · Panta Rhei (Den Helder) · Pelargos (Den Haag) · Phocas (Nijmegen) · Proteus-Eretes (Delft) · Saurus (Maastricht) · Scylla (Breda) · Skadi (Rotterdam) · Skøll (Amsterdam) · Thêta (Eindhoven) · Triton (Utrecht) · Vidar (Tilburg)

Overkoepelende verenigingen: Minerva ·  NSRF